# نادين صعب
نادين صعب (1979-)، فنانة لبنانية، دخلت عالم الفن عبر برنامج ستوديو الفن حيث تخرجت عام 1996 منه بعمر الـ 17 عاماً بعد أن فازت بالميدالية الذهبية عن فئة الطرب الشعبي إضافة إلى منحها جائزة تقدير عن تميزها بأداء لون أم كلثوم.

## المسيرة المهنية
بداية نادين كانت مع المخرج والمنتج سيمون أسمر الذي تلقفها بسرعة حيث عملت معه في نهر الفنون عام 1996 وحتى الـ 2001 هناك شاهدها الموسيقار الكبير ملحم بركات وأعجب بها كثيراً، فما كان منه إلا أن قدم لها أغنية كاملة من ألحانه بعنوان «قلبي يا ناس» كلمات نزار فرنسيس وتوزيع إيلي العليا كتقديراً منه لفنها. لكن الأغنية التي ذاع صيتها في لبنان لم تأخذ حقها عربياً لأنها لم تصور على طريقة الفيديو كليب.
بعد هذه المسيرة مع نهر الفنون ومكتب سيمون أسمر أرادت نادين أن تشق طريقها بنفسها، فأنهت مدة العقد مع المخرج سيمون أسمر وبدأت العمل منذ سنة 2001 مع مكتب طوروس سيرانوسيان. في هذه المرحلة توسعت شهرة نادين عربياً بسبب كثرة تنقلاتها فقد أحيت عدداً كبيراً من الحفلات في أهم وأفخم المرابع والمطاعم والفنادق العربية والعالمية حيث غنت في مروش (لندن) وإيليزيه دي ليبون (باريس)، اوسكار بالاس (باريس)، وفي دبي غنت في الكراون بلازا ومتروبوليتان بالاس وشيراتون وماريوت وغراند حياة، كذلك في الريجنسي بالاس (الأردن)، وفي مسقط غنت في فندق مسقط إنتركونتيننتال وسيميراميس (سوريا)، وشيراتون (سوريا) وماريوت (تونس) وأبو نواس (تونس) وأوتيل الخليج في البحرين وريجنسي بالاس، مصر سميراميس... وغيرها من الحفلات في أستراليا.
شاركت نادين العديد من نجوم العالم العربي في حفلاتها إذ غنت مع الموسيقار ملحم بركات في أكثر من 15 حفلة ومع المطرب فضل شاكر حوالي 10 حفلات، كذلك مع سلطان الطرب جورج وسوف، حتى جمعت في رصيدها (ربرتوار غنائي) بين لبناني ومصري وخليجي يفوق الـ 800 أغنية.
في مسيرتها تلك لم تلتفت إلى عروض شركات الإنتاج التي كانت تقدم لها. أما الآن وبعد مسيرة شاقة تميزت فنانتنا بغناء كافة الألوان الغنائية – وبعد أن أصبحت تملك مقاييس النجومية الكاملة بداية من الصوت الطربي العذب والآداء الجميل والإحساس الراقي والشكل المميز وتحمل في رصيدها أغنيتين: الأولى طرحت في الأسواق وأخرى خليجية لم تطرح في الأسواق لأنها خاصة – فهي تواظب على دراسة الموسيقى والسولفاج بشكل يومي وتعيش منذ حوالي سنة وفقاً لبرنامج تدريبي مكثف بإدارة زميلها ومدير أعمالها الموسيقي روجيه مجبر الذي اهتم بأدق تفاصيل عملها.